# 神奈川県議会
神奈川県議会（かながわけんぎかい）は、神奈川県に設置されている県議会。

## 歴史
神奈川県議会は、1878年（明治11年）7月22日に公布された府県会規則（明治11年太政官布告第18号）に基づいて設置された。最初の県議会議員選挙では、神奈川県下の1区15郡 から、記名投票により47名の議員が選出された。任期は4年（2年ごとに半数改選）。選挙人の資格は5円以上の地租納税者、被選挙人の資格は10円以上の地租納税者などの要件を定めた制限選挙で、県内の有権者数は3万1千余人であった。第1回通常会は、翌1879年（明治12年）3月25日、横浜に招集された。地方議会の権限は少なく、地方自治は名目的なものに過ぎなかった。

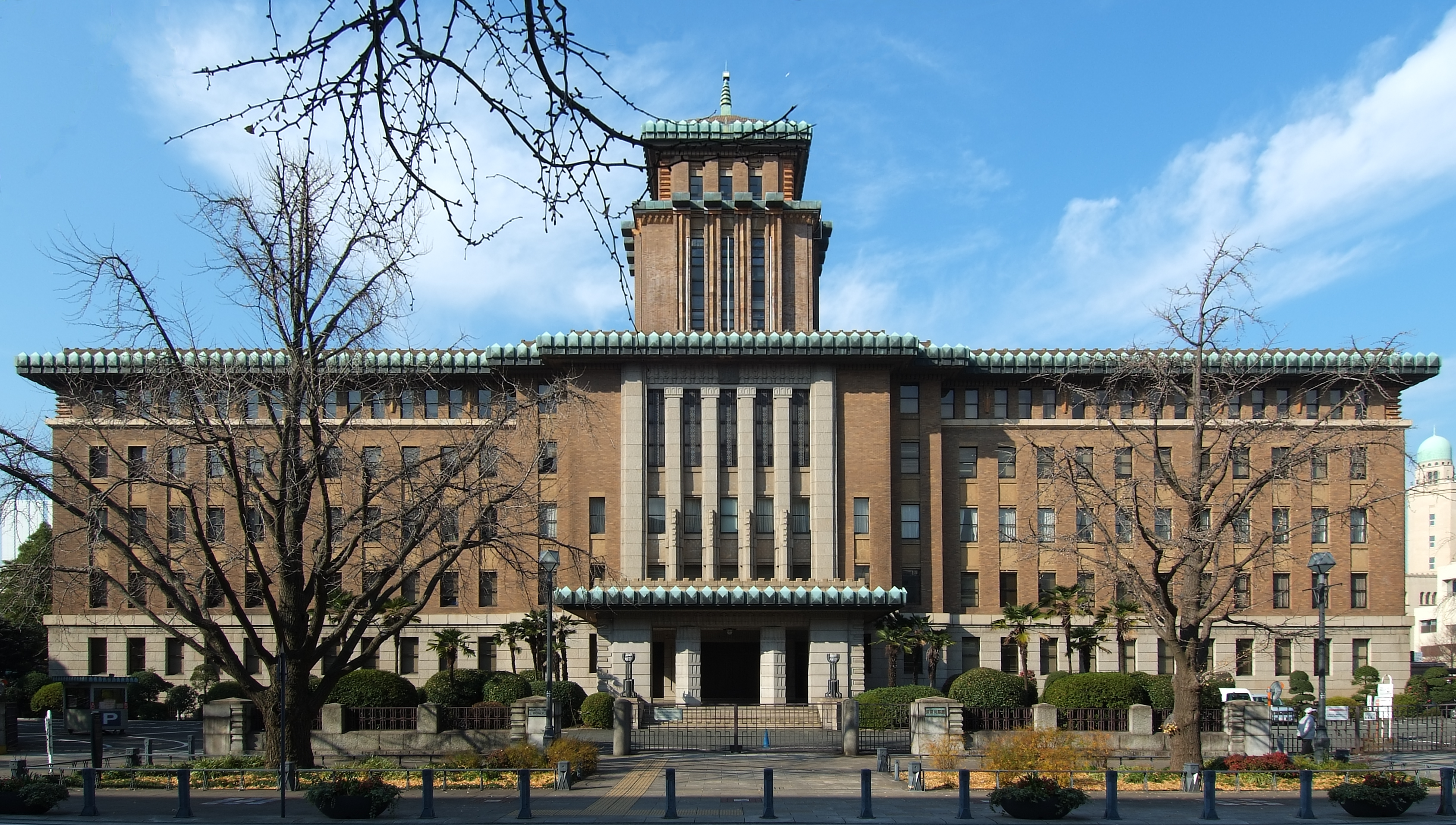
1928年（昭和3年）11月から1966年（昭和41年）5月まで、県議会議場が置かれた県庁本庁舎。旧議場は県庁大会議場となり、現在も県議会予算委員会の会場として使用される。

その後、議会内では組織の改編が進められ、議会外では府県制の改正などもあって、選挙区の統廃合が行われた。当初47名であった定数は、1899年（明治32年）には38人（任期はすべて4年、有権者数は3万3千余人）となり、県内人口の増加に伴って定数は増やされ、1919年（大正8年）には定数40人、1928年（昭和3年）には定数41人となった。また、1916年（大正15年）の普通選挙断行のときには、従来の有権者数は8万9千余人（大正13年）であったのが、28万2千余人（昭和3年）に急増し、1940年（昭和15年）には定数47人、有権者数37万余人にまで増加した。
第二次世界大戦後、1947年（昭和22年）には日本国憲法が施行されて、住民自治と団体自治を柱とする地方自治制度が定められ、同年には地方自治法が施行された。同法により、地方議会は権限が大幅に広げられ、定数も60人に増えた。この後も県内人口の増加に従って定数は増やされ、1951年（昭和26年）には67人、1959年（昭和34年）には73人、1963年（昭和38年）には80人、1967年（昭和42年）には95人、1975年（昭和50年）には109人、1979年（昭和54年）には115人となった。
1997年（平成9年）10月、神奈川県議会議員定数等検討協議会を設置して、県議会議員の定数等について検討を行った結果、翌1998年（平成10年）3月に「神奈川県議会議員の定数、選挙区及び各選挙区において選挙すべき議員の数に関する条例の一部を改正する条例」を可決し、県議会議員の定数は115人から107人へ8人削減され、1999年（平成11年）4月の統一地方選挙から施行された。なお、2015年5月現在、定数は105人、選挙区数は49である。
また、2006年（平成18年）3月にはインターネットによる本会議録等の公開を始め、2008年（平成20年）12月には「神奈川県議会基本条例」を制定するなど、県民に開かれた県議会を実現するための施策も採られている。

### 共産党会派への猛省決議
2016年(平成28年)5月に共産党会派の議員による議会での不手際や問題発言が相次いだのを受け、共産党会派の代表質問を制限する案が自民党から出され、大きな問題となった。発端となったのは2015年7月に県民企業常任委員会で、共産党議員が委員会で行なう水ビジネスに関しての海外調査を「県民福祉の向上につながらない」と反対したことに他会派が反発し、その他の調査も共産党と別々のグループで行なう方式にしたところ、共産党県議団が広報誌でこれを批判し、溝が深まった。そんな中、九月定例会本会議で、別の共産党議員が代表質問に立った際に数分間沈黙し、一般質問でもさらに別の議員が答弁者の指名を間違える事態が発生した。その後も議事上のミスを繰り返すなど共産党会派による不手際が相次いだ。その後、共産党県議団がこの事態に対しての不手際を謝罪し、総括したことによって問題が収束しかけたが、その後も討論で採決の賛否表明を間違えるなどの問題が発生し、共産党会派に対する代表質問を制限する案が議会運営委員会に提出された。しかし、議会事務局の法制調査での進言による議長提案により代表質問の制限は見送られ、代わりに共産党会派に対する猛省を施す決議が提案された。これに対して共産党や県民からの反発もあったが、5月16日の本会議にて自民党、民進党、公明党などの賛成多数により決議案は可決された。

## 組織

### 議長・副議長
- 議長：しきだ博昭（自由民主党、横浜市都筑区選挙区選出）
- 副議長：曽我部久美子（かながわ県民・民主フォーラム、横浜市戸塚区選挙区選出）

### 議会局
2006年（平成18年）4月1日、事務局が議会の政策立案機能等を補佐する機関であることを明確に位置付けるため、事務局の呼称を議会局とした。2007年（平成19年）6月1日、議会局の政策立案機能等の強化を明確に位置付けるため、調査課を政策調査課に、また、同課内の法制班を政策法制班に名称変更した。
2015年（平成27年）5月22日現在
- 議会局
  - 総務課 - 総務グループ
  - 経理課 - 経理グループ
  - 議事調査部
    - 議事課 - 議事グループ、委員会グループ
    - 政策調査課 - 調査情報グループ、広報グループ、政策法制グループ

### 議会図書室
議会図書室は、神奈川県庁新庁舎5階にあり、蔵書数は10,476冊（2012年（平成24年）3月31日現在）。

## 運営
県議会の定例会は、2010年（平成22年）から従前の年4回を年3回に変更する一方、会期日数は200日程度と従前の2倍に増やしている。第一回定例会は、2月から3月にかけ新年度予算の審議など30日から40日程度、第二回定例会は5月から7月にかけ50日から60日程度、第三回定例会は9月から12月にかけ100日程度としている。これに伴い従前招集されていた臨時会は近年招集されていない。
| 議会         | 開催期間       |
| ------------ | -------------- |
| 第一回定例会 | 30日から40日間 |
| 第二回定例会 | 50日から60日間 |
| 第三回定例会 | 100日間程度    |

本会議は、午後1時に開き、午後5時に閉じるのを原則とする。また、審議の順序は、原則として「議案上程→提案説明→（議案説明会）→質問・質疑→委員会付託→（委員会審査）→委員会報告→討論・採決」であるが、一部を省略することもある。

## 委員会
2022年5月現在

### 議会運営委員会
議会運営員会は議会の運営、会議規則や委員会条例に関することなどを協議・審査する。定数は15名である。
| 役職   | 氏名     | 会派       |
| ------ | -------- | ---------- |
| 委員長 | 加藤元弥 | 自由民主党 |

### 常任委員会
常任委員会は常設されている委員会で、それぞれの所管事項について調査、本会議から付託された議案や請願・陳情を審査する。現在は、条例によって８つの常任委員会が設置されており、議員はこのうちいずれか１つの委員会に所属している。
| 委員会名                         | 定数 | 所轄事項 | 委員長                             |
| -------------------------------- | ---- | --- | ---------------------------------- |
| 総務政策常任委員会               | 13人 | 県行政の総合的企画、ヘルスケア・ニューフロンティアの総合的企画、調整及び推進、広報、市町村その他公共団体の行政一般、基地、統計及び情報化、組織及び職員、予算、県税その他の財務、県有財産、文書、そのほか政策局、総務局、会計局などの仕事について審査 | 高橋栄一郎（自由民主党）           |
| 防災警察常任委員会               | 13人 | 危機管理の総合調整、安全・安心まちづくり、災害対策及び消防、高圧ガス等の保安、警察の管理運営、生活安全、地域、刑事、交通及び警備警察、そのほか安全防災局や警察本部などの仕事について審査                                                             | 川本学（自由民主党）               |
| 国際文化観光・スポーツ常任委員会 | 13人 | 広聴、国際交流及び国際協力、私学、次世代育成、消費生活及びその他県民生活、スポーツ、ラグビーワールドカップ2019、第32回オリンピック競技大会及び東京2020パラリンピック競技大会、そのほか県民局やスポーツ局の仕事について審査                           | 栄居学（立憲民主党・民権クラブ）   |
| 環境農政常任委員会               | 13人 | 公害の防止その他環境の保全、農業、林業及び水産業、そのほか環境農政局などの仕事について審査 | 芥川薫（自由民主党）               |
| 厚生常任委員会                   | 13人 | 保健衛生、社会福祉、社会保障、そのほか保健福祉局の仕事について審査 | 新堀史明（自由民主党）             |
| 産業労働常任委員会               | 13人 | 産業、観光、労働、そのほか産業労働局などの仕事について審査 | 綱嶋洋一（自由民主党）             |
| 建設・企業常任委員会             | 13人 | 都市計画、道路、河川その他土木、住宅及び建築、水道事業、電気事業、公営企業資金等運用事業、相模川総合開発共同事業、酒匂川総合開発事業、そのほか県土整備局や企業庁などの仕事について審査                                                               | 米村和彦（立憲民主党・民権クラブ） |
| 文教常任委員会                   | 13人 | 県立学校等、市町村立学校等、生涯学習、スポーツ及び文化財、そのほか教育委員会の仕事について審査 | 小林大介（立憲民主党・民権クラブ） |

### 特別委員会
必要に応じて、特定の案件を審査・調査するため、臨時に設置される委員会。　決算を審査するための決算特別委員会は、毎年設置されるのが通例となっている。
| 委員会名                         | 定数 | 所轄事項                                                                                         | 委員長                 |
| -------------------------------- | ---- | ------------------------------------------------------------------------------------------------ | ---------------------- |
| 共生社会推進特別委員会           |      |                                                                                                  | 新堀史明（自由民主党） |
| 安全安心なまちづくり特別委員会   | 13人 | 地震・災害対策、交通安全対策、米軍基地問題、サイバー犯罪について調査                             | 綱島洋一（自由民主党） |
| 産業振興・環境対策特別委員会     | 13人 |                                                                                                  | 芥川薫（自由民主党）   |
| 社会問題・健康医療対策特別委員会 | 13人 |                                                                                                  | 市川和広（自由民主党） |
| 決算特別委員会                   |      | 決算認定議案が提出された時に設置され、一般会計、特別会計、公営企業会計、病院事業会計の決算を審査 |                        |

### 予算委員会
予算委員会は、予算及び予算関係の議案で、2以上の常任委員会に関係するものを審査するため開催される。予算委員会は他の委員会と違い新庁舎ではなく、本庁舎3階の大会議場で行われる。定数は40人で、その内1人が委員長、2人が副委員長、6人が理事である。（2022年5月現在）
| 役職   | 氏名   | 会派       |
| ------ | ------ | ---------- |
| 委員長 | 柳下剛 | 自由民主党 |

## 会派
2022年（令和4年）4月26日現在
- 議員数104人（定数105）
- 欠員1
- 10会派（うち交渉会派6）

| 会派名                                         | 呼称                         | 略称              | 議員数       | 団長                        | 党派                              | 女性議員数 | 女性議員の比率(%) |
| ---------------------------------------------- | ---------------------------- | ----------------- | ------------ | --------------------------- | --------------------------------- | ---------- | ----------------- |
| 自由民主党神奈川県議会議員団                   | 自民党                       | 自民              | 49人         | 加藤元弥 (横浜市西区)       | 自由民主党                        | 4          | 8.16              |
| 立憲民主党・民権クラブ神奈川県議会議員団       | 立憲民主党・民権クラブ       | 立民              | 29人         | 作山ゆうすけ (横浜市中区)   | 立憲民主党28・無所属1             | 7          | 24.1              |
| 公明党神奈川県議会議員団                       | 公明党                       | 公明              | 8人          | 亀井たかつぐ (横須賀市)     | 公明党8                           | 1          | 12.5              |
| 県政会神奈川県議会議員団                       | 県政会                       | 県政              | 5人          | 相原高広 (川崎市麻生区)     | 無所属                            | 1          | 20                |
| 日本共産党神奈川県議会議員団                   | 共産党                       | 共産              | 5人          | 井坂新哉 (横須賀市)         | 日本共産党                        | 3          | 60                |
| かながわ県民・民主フォーラム神奈川県議会議員団 | かながわ県民・民主フォーラム | 民主              | 5人          | 近藤大輔 (逗子市・葉山町)   | 立憲民主党1・国民民主党1・無所属3 | 2          | 40                |
| わが町                                         | わが町                       | わ町              | 1人          | 北井宏昭 (横浜市戸塚区)     | 無所属                            | 0          | 0                 |
| 神奈川ネットワーク運動                         | 神奈川ネット                 | 神ネ              | 1人          | 佐々木ゆみこ (川崎市宮前区) | 神奈川ネットワーク運動            | 1          | 100               |
| 横浜瀬谷区の会                                 | 横浜瀬谷区の会               | 瀬谷              | 1人          | 田村ゆうすけ (横浜市瀬谷区) | 自由民主党                        | 0          | 0                 |
| 議員数計（9会派）                              | 議員数計（9会派）            | 議員数計（9会派） | 104(欠員1)人 |                             |                                   | 19         | 18.27             |

### 交渉会派
交渉会派とは、議会運営委員会の委員を出すことができ、定例会で代表質問を行なうことのできる会派のことである。交渉会派となる要件は所属議員が4名以上居ることである。現在は6つの会派が交渉会派である。

## 選挙区別定数
2024年3月5日現在
- 計48選挙区
- 定数105

| 選挙区 | 選挙区     | 定数 |
| ------ | ---------- | ---- |
| 横浜市 | 鶴見区     | 3    |
| 横浜市 | 神奈川区   | 3    |
| 横浜市 | 西区       | 1    |
| 横浜市 | 中区       | 2    |
| 横浜市 | 南区       | 2    |
| 横浜市 | 港南区     | 2    |
| 横浜市 | 保土ケ谷区 | 2    |
| 横浜市 | 旭区       | 3    |
| 横浜市 | 磯子区     | 2    |
| 横浜市 | 金沢区     | 2    |

| 選挙区 | 選挙区 | 定数 |
| ------ | ------ | ---- |
| 横浜市 | 港北区 | 4    |
| 横浜市 | 緑区   | 2    |
| 横浜市 | 青葉区 | 4    |
| 横浜市 | 都筑区 | 2    |
| 横浜市 | 戸塚区 | 3    |
| 横浜市 | 栄区   | 1    |
| 横浜市 | 泉区   | 2    |
| 横浜市 | 瀬谷区 | 1    |
| 川崎市 | 川崎区 | 3    |
| 川崎市 | 幸区   | 2    |

| 選挙区   | 選挙区   | 定数 |
| -------- | -------- | ---- |
| 川崎市   | 中原区   | 3    |
| 川崎市   | 高津区   | 3    |
| 川崎市   | 宮前区   | 3    |
| 川崎市   | 多摩区   | 2    |
| 川崎市   | 麻生区   | 2    |
| 相模原市 | 緑区     | 2    |
| 相模原市 | 中央区   | 3    |
| 相模原市 | 南区     | 3    |
| 横須賀市 | 横須賀市 | 4    |
| 平塚市   | 平塚市   | 3    |

| 選挙区                 | 定数 |
| ---------------------- | ---- |
| 鎌倉市                 | 2    |
| 藤沢市                 | 5    |
| 小田原市               | 2    |
| 茅ヶ崎市               | 3    |
| 逗子市・葉山町         | 1    |
| 三浦市                 | 1    |
| 秦野市                 | 2    |
| 厚木市・愛川町・清川村 | 3    |
| 大和市                 | 3    |
| 伊勢原市               | 1    |

| 選挙区           | 定数 |
| ---------------- | ---- |
| 海老名市         | 2    |
| 座間市           | 1    |
| 南足柄市・足柄下 | 1    |
| 綾瀬市           | 1    |
| 寒川町           | 1    |
| 大磯町・二宮町   | 1    |
| 足柄上           | 1    |

## 議員報酬と諸手当
| 役職   | 報酬             | 政務活動費     | 宿泊料              | 食事料             | 旅行雑費（県内） | 旅行雑費（県外）   |
| ------ | ---------------- | -------------- | ------------------- | ------------------ | ---------------- | ------------------ |
| 議長   | 月額 1,200,000円 | 月額 530,000円 | １夜につき 16,500円 | １夜につき 3,300円 | １日につき 200円 | １日につき 1,200円 |
| 副議長 | 月額 1,080,000円 | 月額 530,000円 | １夜につき 16,500円 | １夜につき 3,300円 | １日につき 200円 | １日につき 1,200円 |
| 議員   | 月額 970,000円   | 月額 530,000円 | １夜につき 16,500円 | １夜につき 3,300円 | １日につき 200円 | １日につき 1,200円 |

### 議員年金
その他の手当て
神奈川県議会議員は県議会（委員会も含める）若しくは議長が召集した会議に出席した時は、その会議に来るまでにかかった鉄道運賃及び車賃が支給される。

## 選挙
- 2003年（平成15年）4月13日 - 第15回統一地方選挙
- 2003年（平成15年）9月7日 - 三浦市選挙区補欠選挙
- 2005年（平成17年）4月3日 - 横浜市旭区選挙区補欠選挙
- 2007年（平成19年）4月8日 - 第16回統一地方選挙
- 2011年（平成23年）4月10日 - 第17回統一地方選挙
- 2015年（平成27年）4月12日 - 2015年神奈川県議会議員選挙（第18回統一地方選挙）
- 2019年（平成31年）4月7日 - 2019年神奈川県議会議員選挙（第19回統一地方選挙）

### 選挙結果
| 選挙回 | 年月日                    | 定数 | 第1党         | 第2党         | 第3党         | 第4党           | 第5党           | その他 |
| ------ | ------------------------- | ---- | ------------- | ------------- | ------------- | --------------- | --------------- | ------ |
| 第2回  | 1951年（昭和26年）4月30日 | 67   | 自由党 30     | 日本社会党 15 | 国民民主党 9  |                 |                 | 13     |
| 第3回  | 1955年（昭和30年）4月23日 | 67   | 自由党 21     | 日本民主党 19 | 左派社会党 11 | 右派社会党 6    |                 | 10     |
| 第4回  | 1959年（昭和34年）4月23日 | 73   | 自由民主党 38 | 日本社会党 22 | 日本共産党 1  |                 |                 | 12     |
| 第5回  | 1963年（昭和38年）4月17日 | 80   | 自由民主党 30 | 日本社会党 20 | 民主社会党 4  | 日本共産党 1    |                 | 25     |
| 第6回  | 1967年（昭和42年）4月15日 | 95   | 自由民主党 41 | 日本社会党 26 | 公明党 9      | 民主社会党 8    | 日本共産党 2    | 9      |
| 第7回  | 1971年（昭和46年）4月11日 | 95   | 自由民主党 40 | 日本社会党 26 | 公明党 10     | 民社党 7        | 日本共産党 5    | 7      |
| 第8回  | 1975年（昭和50年）4月13日 | 109  | 自由民主党 40 | 日本社会党 29 | 公明党 13     | 民社党 8        | 日本共産党 6    | 12     |
| 第9回  | 1979年（昭和54年）4月8日  | 115  | 自由民主党 35 | 日本社会党 25 | 公明党 16     | 新自由クラブ 16 | 民社党 9        | 14     |
| 第10回 | 1983年（昭和58年）4月10日 | 115  | 自由民主党 37 | 日本社会党 23 | 公明党 13     | 民社党 12       | 新自由クラブ 10 | 20     |
| 第11回 | 1987年（昭和62年）4月12日 | 115  | 自由民主党 31 | 日本社会党 28 | 公明党 14     | 民社党 13       | 日本共産党 2    | 27     |
| 第12回 | 1991年（平成3年）4月7日   | 115  | 自由民主党 43 | 日本社会党 29 | 公明党 13     | 民社党 9        | 日本共産党 1    | 20     |
| 第13回 | 1995年（平成7年）4月9日   | 115  | 自由民主党 38 | 日本社会党 22 | 新進党 17     | 公明 11         | 日本共産党 2    | 25     |
| 第14回 | 1999年（平成11年）4月11日 | 107  | 自由民主党 45 | 民主党 23     | 公明党 9      | 日本共産党 6    | 社会民主党 1    | 23     |
| 第15回 | 2003年（平成15年）4月13日 | 107  | 自由民主党 44 | 民主党 22     | 公明党 11     | 日本共産党 4    | 自由党 2        | 24     |
| 第16回 | 2007年（平成19年）4月8日  | 107  | 自由民主党 36 | 民主党 34     | 公明党 12     | 日本共産党 1    | 社会民主党 1    | 23     |
| 第17回 | 2011年（平成23年）4月10日 | 107  | 自由民主党 40 | 民主党 29     | みんなの党 15 | 公明党 10       |                 | 13     |
| 第18回 | 2015年（平成27年）4月12日 | 105  | 自由民主党 45 | 民主党 25     | 公明党 10     | 日本共産党 6    | 維新の党 5      | 14     |
| 第19回 | 2019年（平成31年）4月7日  | 105  | 自由民主党 47 | 立憲民主党 23 | 公明党 8      | 日本共産党 5    | 国民民主党 5    | 17     |
| 第20回 | 2023年（令和5年）4月9日   | 105  | 自由民主党 48 | 立憲民主党 26 | 公明党 8      | 日本維新の会 6  | 日本共産党 2    | 15     |

## 主な県議会議員出身者
衆議院議員（現職）
- 赤間二郎（自由民主党所属、総務副大臣、県議2期）
- 星野剛士（自由民主党所属、経済産業大臣政務官、県議3期）
- 佐々木奈保美（立憲民主党所属、県議2期）
- 中谷一馬（立憲民主党所属、県議1期）
- 早稲田夕季（立憲民主党所属、県議2期）

首長（現職）
- 本村賢太郎（相模原市長、元衆議院議員、県議2期）
- 大木哲（大和市長、県議3期）
- 小林常良（厚木市長、県議1期）
- 鈴木恒夫（藤沢市長、県議5期）
- 高山松太郎（伊勢原市長、県議2期）
- 福田紀彦（川崎市長、県議2期）
- 松尾崇（鎌倉市長、県議1期）
- 佐藤光（茅ヶ崎市長、県議5期）
- 村田邦子（二宮町長、県議1期）

元議員・その他
- 早矢仕有的（初代県会副議長、県議1期）
- 原善三郎（初代横浜市議会議長、県議1期）
- 清田半兵衛（第2代厚木町長、県議1期）
- 飛鳥田一雄（第8代日本社会党委員長、元横浜市長）
- 甘利正（元自民党衆議院議員、元県議会議長、県議5期）
- 石渡清元（元参議院議員、元県議会議長、県議5期）
- 大石尚子（元民主党参議院議員、県議5期）
- 大森猛（元共産党衆議院議員、県議1期）
- 勝又恒一郎（元民主党衆議院議員、県議3期）
- 金子小一郎（元藤沢市長）
- 古谷義幸（元秦野市長、県議2期）
- 服部信明（元茅ヶ崎市長、県議2期）
- 木内博（市民の党所属、県議4期）
- 斎藤文夫（元自民党参議院議員、元県議会議長、県議5期）
- 佐藤謙一郎（元民主党衆議院議員、県議2期）
- 杉元恒雄（元自由民主党参議院議員）
- 鈴木一弘（元公明党参議院議員、県議1期）
- 田上松衛（元民社党参議院議員、県議1期）
- 竹田四郎（元社会党参議院議員）
- 田中慶秋（元法務大臣、県議3期）
- 冨沢篤紘（元民主党衆議院議員、県議2期）
- 計屋圭宏（元民主党衆議院議員、県議2期）
- 平沼亮三（元横浜市長、元日本体育協会長）
- 平林定兵衛（第2代八王子市長）
- 伏木和雄（元公明党衆議院議員）
- 松沢成文（元希望の党参議院議員、元神奈川県知事、県議2期）
- 水戸将史（元民進党衆議院議員、県議3期）
- 門司亮（元民社党衆議院議員）
- 山本正一（元自民党衆議院議員、元鎌倉市長）
- 小林大介(元神奈川県議会議員、県議2期)